# Marcello Verziera
Marcello Verziera (Roma, 22 gennaio 1935 – Roma, 3 maggio 2018) è stato un attore, pugile e stuntman italiano.

## Biografia
Nato a Roma, negli anni sessanta e settanta alternò la carriera di pugile a quella di attore generico in pellicole di spaghetti western, poliziesco ed azione. Apparve – quasi sempre in ruoli da cattivo – in diversi film interpretati della coppia Terence Hill-Bud Spencer. La sua carriera cinematografica si concluse nel 1991 con Fuga da Kayenta di Fabrizio De Angelis.

## Filmografia
- ...se incontri Sartana prega per la tua morte, regia di Gianfranco Parolini (1968)
- Lo chiamavano Trinità..., regia di Enzo Barboni (1970)
- ...continuavano a chiamarlo Trinità, regia di Enzo Barboni (1971)
- Si può fare... amigo, regia di Maurizio Lucidi (1972)
- ...e poi lo chiamarono il Magnifico, regia di Enzo Barboni (1972)
- La vita, a volte, è molto dura, vero Provvidenza?, regia di Giulio Petroni (1972)
- ...più forte ragazzi!, regia di Giuseppe Colizzi (1972)
- Anche gli angeli mangiano fagioli, regia di Enzo Barboni (1973)
- Piedone lo sbirro, regia di Steno (1973)
- ...altrimenti ci arrabbiamo!, regia di Marcello Fondato (1974)
- Anche gli angeli tirano di destro, regia di Enzo Barboni (1974)
- Porgi l'altra guancia, regia di Franco Rossi (1974)
- Piedone a Hong Kong, regia di Steno (1975)
- Carambola, filotto... tutti in buca, regia di Ferdinando Baldi (1975)
- Squadra antiscippo, regia di Bruno Corbucci (1976)
- Squadra antifurto, regia di Bruno Corbucci (1976)
- Uomini si nasce poliziotti si muore, regia di Ruggero Deodato (1976)
- Poliziotti violenti, regia di Michele Massimo Tarantini (1976)
- El macho, non accreditato, regia di Marcello Andrei (1977)
- Squadra antitruffa, regia di Bruno Corbucci (1977)
- Il figlio dello sceicco, regia di Bruno Corbucci (1978)
- Lo chiamavano Bulldozer, regia di Michele Lupo (1978)
- Uno sceriffo extraterrestre... poco extra e molto terrestre, regia di Michele Lupo (1979)
- Assassinio sul Tevere, regia di Bruno Corbucci (1979)
- Io sto con gli ippopotami, regia di Italo Zingarelli (1979)
- Piedone d'Egitto, regia di Steno (1980)
- Occhio alla penna, regia di Michele Lupo (1981)
- Chi trova un amico trova un tesoro, regia di Sergio Corbucci (1981)
- Banana Joe, regia di Steno (1982)
- Big Man - episodi Polizza droga, La fanciulla che ride e Boomerang - film TV (1988)
- Fuga da Kayenta, regia di Fabrizio De Angelis (1991)

## Doppiatori italiani
- Sergio Fiorentini in ...più forte ragazzi!
- Silvio Anselmo in Occhio alla penna